# ميركو رادوفيتش
ميركو رادوفيتش مواليد 15 يونيو 1990 في ستنيي، الجبل الأسود، هو لاعب كرة يد مونتينيغري يلعب كجناح أيمن. مثل منتخب الجبل الأسود لكرة اليد.

## سجل المنافسة
شارك في البطولات التالية:
- بطولة أوروبا لكرة اليد للرجال 2014
- بطولة أوروبا لكرة اليد للرجال 2016

## روابط خارجية
- ميركو رادوفيتش على موقع الاتحاد الأوروبي لكرة اليد (الإنجليزية)